# فردریک و. ترو
فردریک ویلیام ترو (به انگلیسی: Frederick W. True) (زاده ۸ ژوئیه ۱۸۵۸ -مرگ ۲۵ ژوئن ۱۹۱۴) زیست‌شناس آمریکایی بود که میان سال‌های ۱۹۱۱–۱۸۹۷ مدیریت بخش زیست‌شناسی موزه ملی ایالات متحده را، که هم‌اکنون بخشی از مؤسسه اسمیتسونین است، عهده‌دار بود.
ترو مدرک کارشناسی خود را در سال ۱۸۷۸ از دانشگاه نیویورک گرفت. او در سال ۱۹۰۰ عضو هیئت مدیره مجمع فیلسوفان آمریکا شد. تخصص ترو در آب‌بازسانان بود و به دلیل کوشش‌های بسیارش در این زمینه، نوک‌نهنگ ترو به یاد او نام‌گذاری شد.